# 코시-슈바르츠 부등식
선형대수학에서 코시-슈바르츠 부등식(Cauchy-Schwarz不等式, 영어: Cauchy–Schwarz inequality) 또는 코시-부냐콥스키-슈바르츠 부등식(Cauchy-Буняковский-Schwarz不等式, 영어: Cauchy–Bunyakovsky–Schwarz inequality)은 내적 공간 위에 성립하는 부등식이다. 이 부등식은 무한 급수 · 함수 공간 · 확률론의 분산과 공분산 등에 널리 응용된다.

## 정의
{\displaystyle \mathbb {K} \in \{\mathbb {R} ,\mathbb {C} \}}가 실수체 또는 복소수체라고 하자.
다음 데이터가 주어졌다고 하자.
- {\displaystyle \mathbb {K} }-벡터 공간 {\displaystyle V}
- {\displaystyle V} 위의 양의 준정부호 에르미트 형식 {\displaystyle \langle ,\rangle } ({\displaystyle \mathbb {K} =\mathbb {R} }일 때, 이는 양의 준정부호 쌍선형 형식과 같다). 즉, 다음이 성립한다. (특히, 첫째 벡터에 대하여 반선형, 둘째 벡터에 대하여 선형이라고 하자.)
{\displaystyle \langle w,\alpha u+v\rangle =\alpha \langle w,u\rangle +\langle w,v\rangle ={\overline {\langle \alpha u+v,w\rangle }}\qquad \forall \alpha \in \mathbb {K} ,\;u,v\in V}

그렇다면, 코시-슈바르츠 부등식에 의하면 다음이 성립한다.
{\displaystyle |\langle u,v\rangle |^{2}\leq \langle u,u\rangle \langle v,v\rangle \qquad \forall u,v\in V}
또한, 만약 {\displaystyle \langle ,\rangle }가 양의 정부호라면, 코시-슈바르츠 부등식에서 등호가 성립할 필요 충분 조건은 {\displaystyle u}와 {\displaystyle v} 일차 종속인 경우이다.

### 부정부호의 경우
일반적으로, 부정부호 에르미트 형식의 경우 코시-슈바르츠 부등식은 성립하지 않는다. 다만, 민코프스키 공간의 시간꼴 벡터의 경우 다음이 성립한다.
구체적으로, 다음 데이터가 주어졌다고 하자.
- 실수 벡터 공간 {\displaystyle V}
- {\displaystyle V} 위의 쌍선형 형식 {\displaystyle \langle ,\rangle }. 또한, {\displaystyle \{v\in V\colon \langle v,v\rangle <0\}\cup \{0\}}은 1차원 부분 벡터 공간이다.

그렇다면, 다음이 성립한다.:185, §10.2, Theorem 88(ii) (정부호의 경우에 대하여 부호가 반대인 것에 주의.)
{\displaystyle \forall u,v\in V\colon \min\{\langle u,u\rangle ,\langle v,v\rangle \}\leq 0\implies |\langle u,v\rangle |^{2}\geq \langle u,u\rangle \langle v,v\rangle \qquad \forall u,v\in V}
또한, 2차원 민코프스키 공간의 경우는 위와 같은 조건을 생략할 수 있다. 구체적으로, 다음 데이터가 주어졌다고 하자.
- 실수 벡터 공간 {\displaystyle V}
- {\displaystyle V} 위의 쌍선형 형식 {\displaystyle \langle ,\rangle }. 또한, {\displaystyle \{v\in V\colon \langle v,v\rangle <0\}\cup \{0\}}은 1차원 이하 부분 벡터 공간이며, {\displaystyle \{v\in V\colon \langle v,v\rangle >0\}\cup \{0\}} 역시 1차원 이하 부분 벡터 공간이다.

그렇다면, 다음이 성립한다.
{\displaystyle \forall u,v\in V\colon |\langle u,v\rangle |^{2}\geq \langle u,u\rangle \langle v,v\rangle \qquad \forall u,v\in V}

## 예

### 낮은 차원
{\displaystyle V=\mathbb {K} ^{n}}일 때, 코시-슈바르츠 부등식은 다음과 같은 꼴이 된다.
{\displaystyle \left|{\bar {a}}_{1}b_{1}+{\bar {a}}_{2}b_{2}+\dotsb +{\bar {a}}_{n}b_{n}\right|^{2}\leq \left(|a_{1}|^{2}+|a_{2}|^{2}+\dotsb +|a_{n}|^{2}\right)\left(|b_{1}|^{2}+|b_{2}|^{2}+\dotsb +|b_{n}|^{2}\right)\qquad \forall a_{i},b_{i}\in \mathbb {K} }
특히, {\displaystyle n=2}인 경우에는 다음과 같은 부등식을 얻는다.
{\displaystyle |{\bar {a}}c+{\bar {b}}d|^{2}\leq (|a|^{2}+|b|^{2})(|c|^{2}+|d|^{2})\qquad \forall a,b,c,d\in \mathbb {K} }
특히, 2차원 민코프스키 공간에 대한 코시-슈바르츠 부등식은 다음과 같다.
{\displaystyle (ac-bd)^{2}\geq (a^{2}-b^{2})(c^{2}-d^{2})\qquad \forall a,b,c,d\in \mathbb {R} }

### 르베그 공간
가측 공간 {\displaystyle X} 위의 {\displaystyle p=2} 르베그 공간 {\displaystyle V=\operatorname {L} ^{2}(X;\mathbb {K} )}은 {\displaystyle \mathbb {K} }-힐베르트 공간을 이룬다. 이 경우 코시-슈바르츠 부등식은 다음과 같다.
{\displaystyle \left|\int {\overline {f(x)}}g(x)\,dx\right|^{2}\leq \int \left|f(x)\right|^{2}\,dx\cdot \int \left|g(x)\right|^{2}\,dx\qquad \forall f,g\in \operatorname {L} ^{2}(X;\mathbb {K} )}
이는 횔더 부등식의 특수한 경우이다.

### C* 대수
C* 대수 {\displaystyle A} 위의 상태
{\displaystyle f\colon A\to \mathbb {C} }
가 주어졌을 때,
{\displaystyle \langle a,b\rangle =f(a^{*}b)\qquad \forall a,b\in A}
는 {\displaystyle A} 위의 양의 준정부호 에르미트 형식을 이룬다. 이에 대한 코시-슈바르츠 부등식은 다음과 같다.
{\displaystyle |f(a^{*}b)|^{2}\leq f(a^{*}a)f(b^{*}b)\qquad \forall a,b\in A}

## 역사

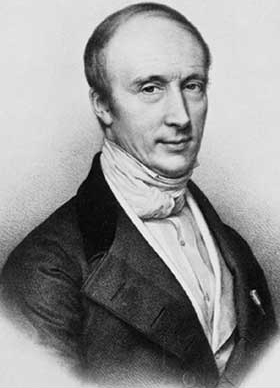
오귀스탱 루이 코시. 코시는 유한 차원의 코시-슈바르츠 부등식을 최초로 증명하였다.

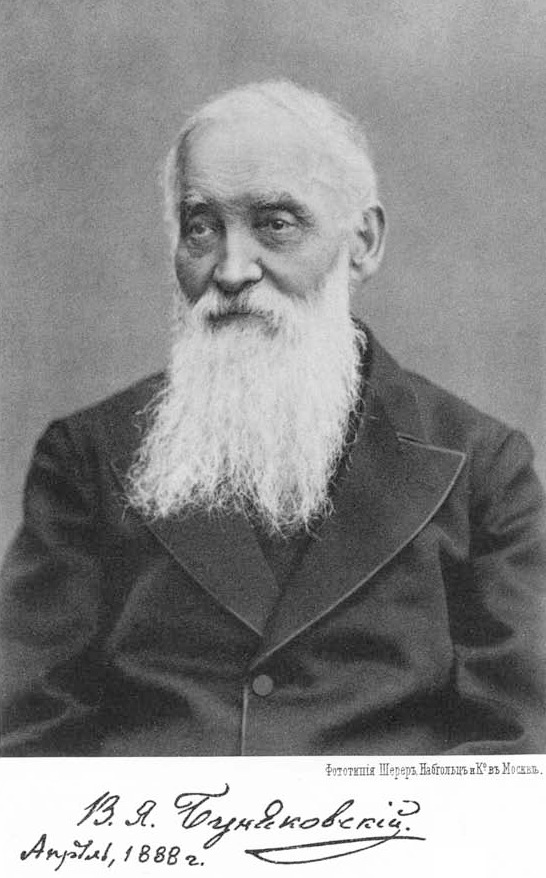
빅토르 부냐콥스키. 부냐콥스키는 무한 차원의 코시-슈바르츠 부등식을 최초로 증명하였다.

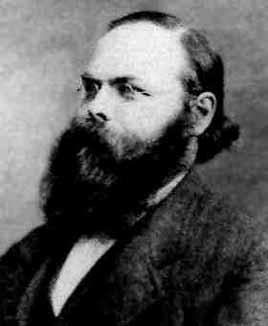
헤르만 아만두스 슈바르츠. 슈바르츠는 무한 차원의 코시-슈바르츠 부등식을 독자적으로 재발견하였다.

1821년에 오귀스탱 루이 코시가 유한 차원 벡터 공간에 대한 코시-슈바르츠 부등식을 증명하였다.
1859년에 빅토르 야코블레비치 부냐콥스키(러시아어: Ви́ктор Я́ковлевич Буняко́вский, 우크라이나어: Ві́ктор Я́кович Буняко́вський 빅토르 야코비치 부냐코우시키[*], 1804~1889)가 무한 차원의 경우를 증명하였다. 그러나 부냐콥스키의 논문은 널리 알려지지 않았다. 이후 1888년에 헤르만 아만두스 슈바르츠가 무한 차원 코시-슈바르츠 부등식을 재발견하였다.
1896년에 앙리 푸앵카레가 “슈바르츠 부등식”(프랑스어: inégalité de Schwarz)이라는 용어를 최초로 사용하였다.:73, §II.2 이후 이 부등식은 서유럽 및 미국에서 통상적으로 “코시-슈바르츠 부등식”으로 일컬어지고 있다. 반면, 동유럽에서는 부냐콥스키의 업적을 기려 이를 “부냐콥스키 부등식” 또는 “코시-부냐콥스키-슈바르츠 부등식” 등으로 일컫는다.